# Невена Цонева
Невена Цонева (буг. Невена Цонева; Севлијево, 17. август 1986) бугарска је поп певачица која је освојила прву сезону Бугарског Идола 2007. године

## Биографија

### Рана каријера
Рођена као Невена Цветанова Цонева, почела је пратећи оца по баревима и ресторанима наступајући са шест година, и убрзо постаје регуларна са микрофоном. Након што је добила неколико награда Невена снима свој први албум, као тринаестогодишњакиња, уз помоћ свога амбициозног оца.
Освојила је „Хит-1” са песмом Кристине Агилер The Voice Within. Две године касније осваја прву награду и другом такмичењу, „Бургас и Морето”, изводећи песму Moe More (Моје море) музика Митко Шерев, текст: Лозан Такев. Невена тада снима поп-фолк албум, подржан од стране њеног оца поново. Он је написао песму за младу звезду, под називом Молитва за Теб (Молитва за тебе), коју често изводе заједно.

### Идол
Још као млађа, Невена је As a youngster, Nevena се дивила певачици Глорији. Глорија је била један од судаца у првој сезони Бугарског телевизијског шоуа Музички идол. Невена се пријавила. На првој аудицији, Невена је извела The Voice Within, Danyova mama, Topul Duzhd и Tsiganska e Dushata које су биле Глоријине песме. Након тога долази до финала такмичења, са још 11 других такмичара. Одмах, након изведбе прве песме Moi Stih by Neli Rangelova стиче предност над осталим такмичарима. Након тешке музичке битке, Невена пролази до последње рунде са такмичаром Теодором Којчиновим. На крају, са 64% добијених гласова, постаје први Бугарски музички идол.

### Каријера након музичког Идола
Невена је потписала уговор са Вирџинија рекордсом (представником Универзалне музичке групе за Бугарску), што је и била награда Идола. Њен први дуе са Славијем Трифоновим, пемса под називом Гестока — (Жестока), која излази неколико седмица касније и постаје хит. Њен први сингл Za tebe Pesen Nyamam (Немам песму за тебе), мешавина модерне поп и Ритам и блуза, је издран 28. септембра 2007. године. Сингл је представила на Славијевом шоу и спот излази месец дана касније. Невенин први соло албум појављује се 16. новембра 2007. године са 11 песама укључујући енглеску верзију песме Za tebe Pesen Nyamam. Многе песме са албума написао је Руши Видинлијев.

## Дискографија

### Албуми
- Без страх (Без страха, No Fear) (2007)

### Синглови
- Жестока featuring Слави Трифонов & Ku-Ku Band (Jestoka) (2007)
- За тебе песен нямам (Za Tebe Pesen Nianam) (2007)
- Не изчезвай (Ne izchezvai) (2007)
- Всеки път обиквам те featuring Tеодор Койчинов (Vseki pyt obikvam te) (2008)
- Името ми (2008)
- Zoom (Bad Boys vs. Super Girls) featuring Мариус Мога и NiVo (2009)
- Бяла зима (2010)
- Слагам край са Миро и Кристко (2011)

## Награде
- 1999 — Winner in the Become a Star — Gabrovo, Bulgaria
- 2002 — Прво место на интернационалном фестивалу Golden Harlequin — Стара Загора, Бугарска
- 2004 — Победник за март у „Хит минус један” на телевизији
- 2006 — Главну награду у Burgas and the Sea, „Млади уметник”
- 2006 — Награду жирија у Burgas and the Sea са песмом Моје море (музика и аранжман — Митко Шерев, текст — Лаусен Такев)
- 2007 — Победница прве сезоне Бугарског Идола
- 2008 — Награда Miss Golden stag at the International Festival Golden stag — Brasov, Romania
- 2008 — Награда BG debut of the Annual Music Awards BG Radio
- 2008 — Награда BG album Annual Music Awards BG Radio
- 2008 — Награда Best Debut from Annual Television Music Awards MM
- 2008 — Награда BG album Annual Television Music Awards MM
- 2008 — Награда BG pop music debut in 2007 Annual Music Awards Television Fan
- 2008 — Награда BG Pop Album of 2007 Annual Television Music Awards Fan
- 2008 — Награда BG pop hit in 2007 Annual Television Music Awards Fan
- 2008 — Награда гледалаца Annual Television Music Awards Fan
- 2009 — Награда BG artist Annual Music Awards BG Radio

## Специјални наступи
- 2000 — учешће на „Златном мустангу” — Варна, Бугарска
- 2007 — Два концерта за Бугарску заједницу у Лондону, Енглеска
- 2007 — специјални гост — уметник у националној турнеји Славија Трифонова и Ку-Ку Бенда — „Ми настављамо”
- 2008 — учешће на Бугарском Еуросонгу са песмом Beat It
- 2008 — Гост на вечерњем шоу Про ТВ „Срећни сат”, Румунија
- 2008 — Концерт за Бугарску заједницу у Амстердаму, Низоземска
- 2009 — Наступ као специјални гост у националној турнеји Славија Трифонова и Ку-Ку Бенда — „Без милости”
- 2010 — Наступ као специјални гост у програму „Славни људи”
- 2010 — Концерт за Бугарску заједницу у Никозији на Кипру